# Rue Saint-Luc
La rue Saint-Luc est une voie du 18e arrondissement de Paris, en France.

## Situation et accès
La rue Saint-Luc est une voie publique située dans le 18e arrondissement de Paris. Elle débute au 10, rue Polonceau et se termine au 21-25, rue Cavé.

## Origine du nom
Elle porte le nom de l'évangéliste Saint Luc en raison du voisinage de l'église Saint-Bernard.

## Historique
Ouverte en 1858 sous le nom de « place de l'Église », en raison de la proximité de l'église Saint-Bernard de La Chapelle, cette voie de l'ancienne commune de La Chapelle est classée dans la voirie parisienne par un arrêté du 23 mai 1863 avant de prendre sa dénomination actuelle par un arrêté du 26 février 1867. 